# 早川車站
早川車站（日语：／ Hayakawa eki */?）是一由東日本旅客鐵道（JR東日本）所經營的鐵路車站，位於日本神奈川縣小田原市早川一丁目。早川是JR東日本東海道本線沿線的車站之一，管轄上位於JR東日本橫濱支社的範圍之內。車站編號JT 17。

## 歷史

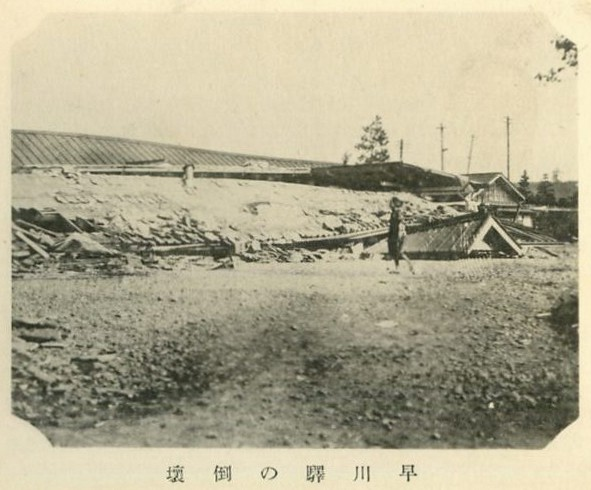
關東大地震倒塌的早川站（1923年）

東海道本線開通以前的1896年 - 1922年，人車鐵道、輕便鐵道豆相人車鐵道（之後的熱海鐵道）於車站附近設有「早川站」。

### 年表
- 1922年（大正11年）12月21日：國鐵熱海線小田原站～真鶴站開通，本站に開業。
- 1923年（大正12年）9月1日：關東大地震造成站房倒塌。
- 1934年（昭和9年）12月1日：本站從熱海線劃屬東海道本線。
- 1959年（昭和34年）12月1日：廢除貨物處理業務。
- 1972年（昭和47年）3月15日：廢除行李處理業務。
- 1987年（昭和62年）4月1日：國鐵分割民營化，本站為東日本旅客鐵道車站。
- 2001年（平成13年）11月18日：IC卡「Suica」啟用。
- 2007年（平成19年）
  - 4月1日：業務委託化。
  - 6月22日：綠色窗口結束營業。

## 車站構造
早川車站是一設有一座島式月台、兩條乘車線及一條側線的地面車站。站房與月台間有地下道連通。在過去本站由於月台太短，在一些15節車廂的長編組列車停靠時，部分車廂的車門是無法開啟的，但此狀況已在月台進行延長工程之後解除。

### 月台配置
| 月台 | 路線     | 方向 | 目的地                                                    | 備註 |
| ---- | -------- | ---- | --------------------------------------------------------- | ---- |
| 1    | 東海道線 | 下行 | 熱海、伊東、沼津方向                                      |      |
| 2    | 東海道線 | 上行 | 小田原、橫濱、東京、上野、宇都宮、高崎方向 （上野東京線） |      |

（來源：JR東日本:車站構內圖 （页面存档备份，存于））
- 夜間的留置線會停放兩列列車。

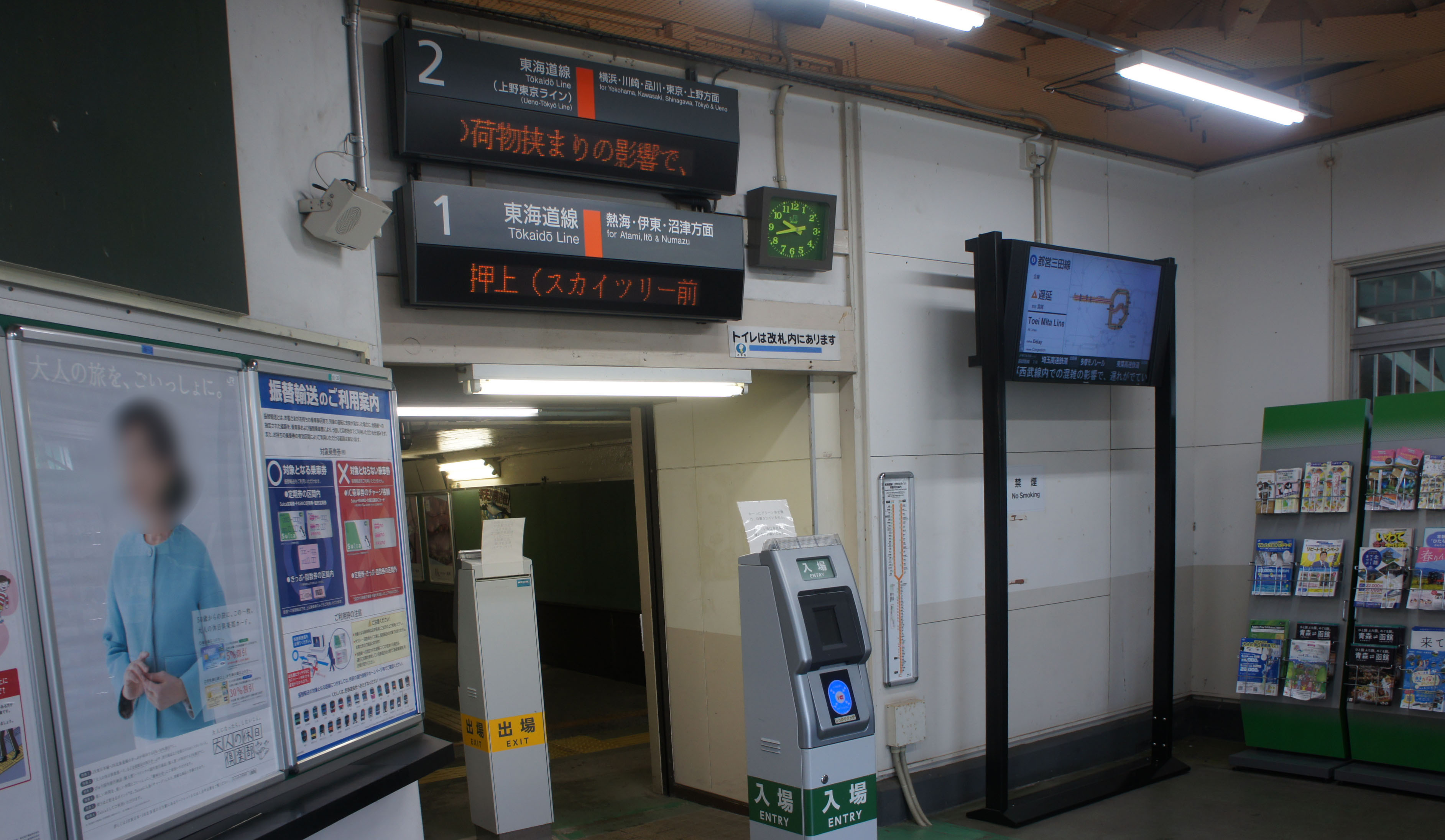
簡易Suica閘機（2019年6月）
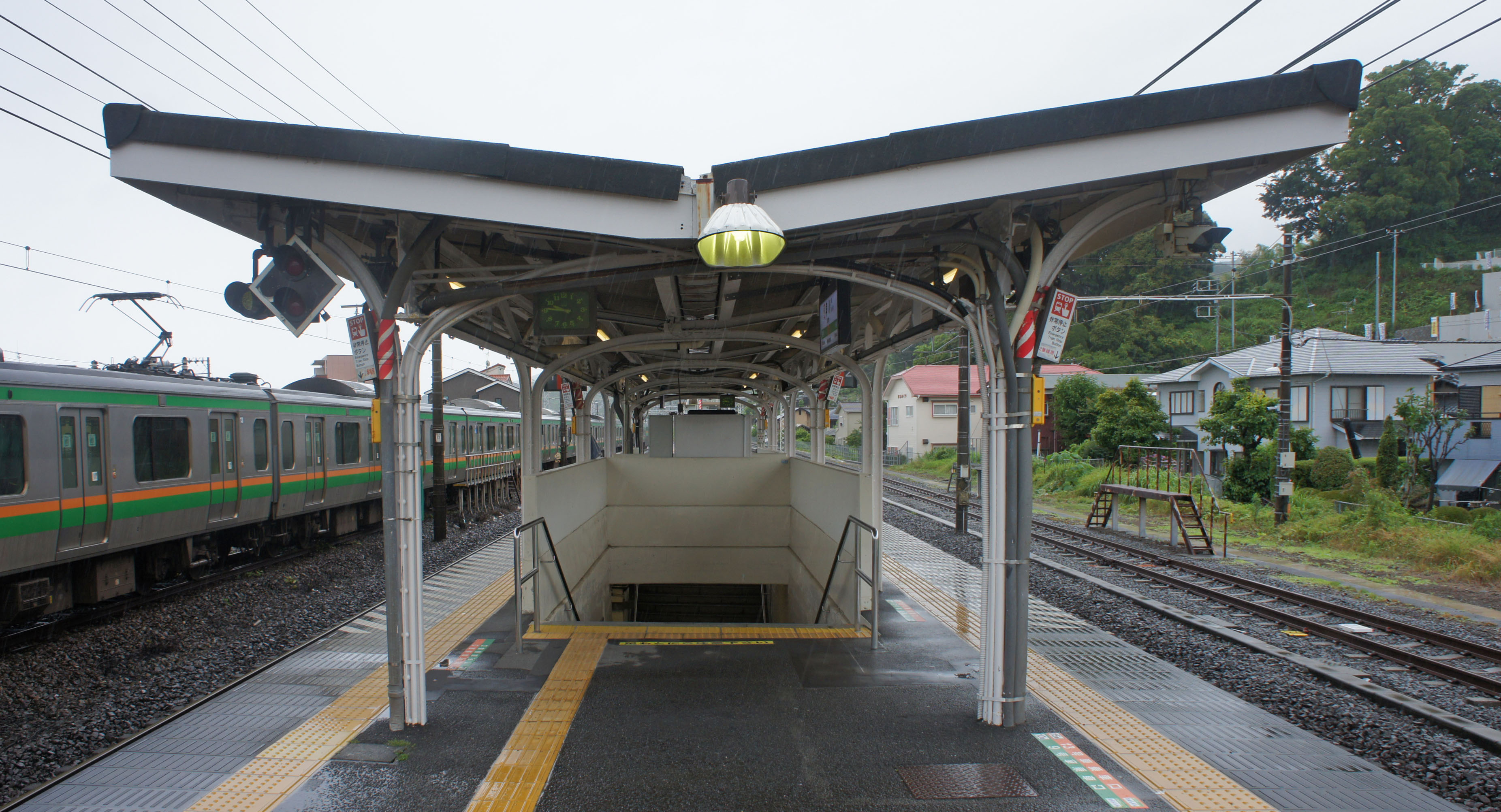
月台（2019年6月）

## 利用狀況
2019年（令和元年）度1日平均上車人次為1,386人。
近年的推移如下表。
| 年度               | 1日平均 上車人次 | 來源     |
| ------------------ | ---------------- | -------- |
| 1995年（平成07年） | 1,980            | [ * 1 ]  |
| 1998年（平成10年） | 1,864            | [ * 2 ]  |
| 1999年（平成11年） | 1,823            | [ * 3 ]  |
| 2000年（平成12年） | 1,762            | [ * 3 ]  |
| 2001年（平成13年） | 1,712            | [ * 4 ]  |
| 2002年（平成14年） | 1,658            | [ * 5 ]  |
| 2003年（平成15年） | 1,643            | [ * 6 ]  |
| 2004年（平成16年） | 1,557            | [ * 7 ]  |
| 2005年（平成17年） | 1,589            | [ * 8 ]  |
| 2006年（平成18年） | 1,608            | [ * 9 ]  |
| 2007年（平成19年） | 1,577            | [ * 10 ] |
| 2008年（平成20年） | 1,550            | [ * 11 ] |
| 2009年（平成21年） | 1,510            | [ * 12 ] |
| 2010年（平成22年） | 1,440            | [ * 13 ] |
| 2011年（平成23年） | 1,391            | [ * 14 ] |
| 2012年（平成24年） | 1,402            | [ * 15 ] |
| 2013年（平成25年） | 1,438            | [ * 16 ] |
| 2014年（平成26年） | 1,404            | [ * 17 ] |
| 2015年（平成27年） | 1,406            | [ * 18 ] |
| 2016年（平成28年） | 1,355            | [ * 19 ] |
| 2017年（平成29年） | 1,368            |          |
| 2018年（平成30年） | 1,352            |          |
| 2019年（令和元年） | 1,386            |          |

## 車站周邊
- 國道135號（日语：国道135号）
- 神奈川縣道724號早川停車場線（日语：神奈川県道724号早川停車場線）
- 小田原市役所早川支所
- 小田原漁港（日语：小田原漁港）
- 漁港之驛TOTOCO小田原（日语：漁港の駅 TOTOCO小田原）
- 小田原早川郵便局
- 早川毘蘭樹（日语：早川のビランジュ）
- 石垣山一夜城
- 早川觀音
- 魚籃觀音

### 巴士路線
車站附近的國道135號有箱根登山巴士「早川站」巴士站。
- 湯河原站（經真鶴站、福浦） ※ 平日2班、週六1班
- 石名坂（經根府川站） ※ 僅平日
- 小田原站東口 ※ 平日、週六1班

## 相鄰車站
東日本旅客鐵道
 東海道線
小田原（JT 16）－早川（JT 17）－根府川（JT 18）
2004年10月16日以前，部分快速「ACTY」列車會通過此站與根府川站，之後全班次停靠。2021年3月13日起，「ACTY」改從小田原站起訖。湘南新宿線特別快速雖從小田原延駛至熱海站，但不停本站與根府川站。

### 使用情況
JR東日本2000年度以後上車人次
1. ↑  各駅の乗車人員（2000年度） （页面存档备份，存于） - JR東日本
2. ↑  各駅の乗車人員（2001年度） （页面存档备份，存于） - JR東日本
3. ↑  各駅の乗車人員（2002年度） （页面存档备份，存于） - JR東日本
4. ↑  各駅の乗車人員（2003年度） （页面存档备份，存于） - JR東日本
5. ↑  各駅の乗車人員（2004年度） （页面存档备份，存于） - JR東日本
6. ↑  各駅の乗車人員（2005年度） （页面存档备份，存于） - JR東日本
7. ↑  各駅の乗車人員（2006年度） （页面存档备份，存于） - JR東日本
8. ↑  各駅の乗車人員（2007年度） （页面存档备份，存于） - JR東日本
9. ↑  各駅の乗車人員（2008年度） （页面存档备份，存于） - JR東日本
10. ↑  各駅の乗車人員（2009年度） （页面存档备份，存于） - JR東日本
11. ↑  各駅の乗車人員（2010年度） （页面存档备份，存于） - JR東日本
12. ↑  各駅の乗車人員（2011年度） （页面存档备份，存于） - JR東日本
13. ↑  各駅の乗車人員（2012年度） （页面存档备份，存于） - JR東日本
14. ↑  各駅の乗車人員（2013年度） （页面存档备份，存于） - JR東日本
15. ↑  各駅の乗車人員（2014年度） （页面存档备份，存于） - JR東日本
16. ↑  各駅の乗車人員（2015年度） （页面存档备份，存于） - JR東日本
17. ↑  各駅の乗車人員（2016年度） （页面存档备份，存于） - JR東日本
18. ↑  各駅の乗車人員（2017年度） （页面存档备份，存于） - JR東日本
19. ↑  各駅の乗車人員（2018年度） （页面存档备份，存于） - JR東日本
20. ↑  各駅の乗車人員（2019年度） （页面存档备份，存于） - JR東日本

神奈川縣縣勢要覽
1. ↑  線区別駅別乗車人員（1日平均）の推移PDF - 17ページ
2. ↑  神奈川県県勢要覧（平成12年度）- 220ページ
3. 1 2  神奈川県県勢要覧（平成13年度）PDF - 222ページ
4. ↑  神奈川県県勢要覧（平成14年度）PDF - 220ページ
5. ↑  神奈川県県勢要覧（平成15年度）PDF - 220ページ
6. ↑  神奈川県県勢要覧（平成16年度）PDF - 220ページ
7. ↑  神奈川県県勢要覧（平成17年度）PDF - 222ページ
8. ↑  神奈川県県勢要覧（平成18年度）PDF - 222ページ
9. ↑  神奈川県県勢要覧（平成19年度）PDF - 224ページ
10. ↑  神奈川県県勢要覧（平成20年度）PDF - 228ページ
11. ↑  神奈川県県勢要覧（平成21年度）PDF - 238ページ
12. ↑  神奈川県県勢要覧（平成22年度）PDF - 236ページ
13. ↑  神奈川県県勢要覧（平成23年度）PDF - 236ページ
14. ↑  神奈川県県勢要覧（平成24年度）PDF - 232ページ
15. ↑  神奈川県県勢要覧（平成25年度）PDF - 234ページ
16. ↑  神奈川県県勢要覧（平成26年度）PDF - 236ページ
17. ↑  神奈川県県勢要覧（平成27年度）PDF - 236ページ
18. ↑  神奈川県県勢要覧（平成28年度）PDF - 244ページ
19. ↑  神奈川県県勢要覧（平成29年度）PDF - 236ページ

## 外部連結
- 車站資訊（早川）：東日本旅客鐵道